# Laurentius Litta
Laurentius Litta (Lorenzo Litta, Wawrzyniec Litta) (ur. 23 lutego 1756 w Mediolanie, zm. 1 maja 1820 w Monteflavio) – dyplomata i polityk papieski, kardynał-biskup Sabiny, prefekt Kongregacji Rozkrzewiania Wiary (od 1814), arcybiskup Teb, nuncjusz apostolski w Rzeczypospolitej (1794-1797), a następnie w Rosji (1797-1799). Wikariusz generalny Rzymu (1818–1820).

## Życiorys
Był bratem admirała floty rosyjskiej. Wrogo nastawiony do insurekcji kościuszkowskiej. 11 lutego 1794 został mianowany przez papieża Piusa VI nuncjuszem w Rosji, zaś 13 kwietnia 1794 w Rzeczypospolitej. Jako nuncjusz sprzeciwił się wydaniu w Polsce dzieła Constantina François de Chaseboeufa de Volneya Rozwaliny, czyli uwagi nad Rewolucyami narodów. Uchronił biskupa chełmskiego Wojciecha Skarszewskiego przed egzekucją. W czasie powstania współpracował z wywiadem rosyjskim i Prusakami. Pierwszy witał wkraczające do Warszawy wojska rosyjskie, potem przejmujące ją wojska pruskie. Pod jego wpływem 16 grudnia 1795 papież Pius VI wydał brewe potępiające insurekcję kościuszkowską, określając ją przedsięwzięciem bezbożnym. W 1796 w piśmie okólnym instruował księży, aby przy spowiedzi i nauce katechizmu nakłaniali wiernych do posłuszeństwa zaborcy.
Gdy w listopadzie armia rosyjska pod dowództwem gen. Aleksandra Suworowa pojawiła się na wschodnim brzegu Wisły i rozpoczął się szturm na Pragę i masakra, ambasador brytyjski pułkownik William Neville Gardiner i Laurentius Litta, przekroczyli rzekę, aby błagać o uratowanie życia mieszkańcom stolicy. Suworow w końcu dał się ubłagać.

### Opracowania
- Cheney D. M., Lorenzo Cardinal Litta. [dostęp 2010-04-27].
- Davies N., Ostatni dyplomata w Warszawie. Gazeta.pl, 2007-11-28. [dostęp 2010-04-27].
- Zwycięstwo czy klęska? W 190 rocznicę powstania kościuszkowskiego, Henryk Kocój (red.), Katowice: UŚ, 1984, ISBN 83-00-00771-7, OCLC 69613004. Brak numerów stron w książce